# Lindbergia
Lindbergia, (abreviado Lindbergia), es una revista con ilustraciones y descripciones botánicas que es editada en Leiden desde el año 1971 con el nombre de Lindbergia; a Journal Published by the Nordic Bryological Society and the Dutch Bryological Society. 